# Mechtild Rommel
Mechtild Rommel (* 10. März 1923 in Kassel; † 17. Juli 2018, teils fälschlich auch Mechthild Rommel geschrieben) war eine deutsche Agrarwissenschaftlerin und Hochschullehrerin im Fachgebiet Pflanzenbau und Pflanzenzüchtung von Weltwirtschaftspflanzen. Sie war ab 1968 am Aufbau des Fachbereichs der Agrarwissenschaften und der Neukonzeption des Tropengewächshauses in Witzenhausen als Ort von Forschung und Lehre beteiligt.

## Biografie
Rommel besuchte von 1929 bis 1940 die Grundschule und das Lyceum in Einbeck (Niedersachsen) und danach die Oberschule in Droyssig (Sachsen). 1941 legte sie ihre Reifeprüfung ab und wurde danach zum Reichsarbeits- und Kriegshilfsdienst einberufen. Anschließend begann sie eine Landwirtschaftslehre in Schmollen, Kreis Oels (Schlesien). Dorthin musste sie ausweichen, weil der Ausbildungsberuf Landwirt eine Männerdomäne war – von Mädchen wurde erwartet Ländliche Hauswirtschaftsgehilfin zu werden – und sie sonst keine Lehrstelle im gewünschten Fachgebiet bekam. Erfolgreich bestand sie 1943 die Zwischenprüfung als Landarbeitsgehilfe und 1944 die Abschlussprüfung als Landwirtschaftsgehilfe. Den Umständen der Nachkriegszeit geschuldet, war sie danach zeitweise als Landwirtschaftsgehilfe tätig und absolvierte eine zweite Lehre in ländlicher Hausarbeitslehre in Halchter, Kreis Wolfenbüttel. 1947 legte sie erfolgreich die Abschlussprüfung als Ländliche Hauswirtschaftsgehilfin ab. Danach besuchte sie die Landfrauenschule in Helmstedt.
Schließlich begann sie 1948 an der Justus-Liebig-Universität Gießen ein Studium der Landwirtschaft und legte 1951 ihre Prüfung zum Diplomlandwirt ab (das Zeugnis wies die männliche Form aus). Wegen der schlechten Arbeitsmarktlage arbeitete sie als Saisonarbeiterin, bis sie von einem Pflanzenzuchtleiter das Angebot bekam, an Entwicklungen im Getreidesektor mitzuwirken und eine Promotion anzustreben. Sie besuchte Vertiefungskurse an der Georg-August-Universität Göttingen und war als wissenschaftliche Assistentin in der Kleinwanzlebener Saatzucht in Einbeck tätig. 1955 schloss sie ihre Promotion zum Doktor der Agrarwissenschaften an der Justus Liebig Universität Gießen bei Eduard von Boguslawski ab. Titel der Dissertation war „Über Herstellung, Auslese und Fertilität tetraploider Gersten“.
1955 ging sie als wissenschaftliche Mitarbeiterin an das Department of Plant Science der University of Manitoba in Kanada. Dort führte sie im Rahmen des Forschungsteams Rosner ResearchChair bis 1960 ihre Forschungsarbeiten über die Fertilität autotetraploider Gersten fort und beteiligte sich auch an anderen Themen. Die dortige Zeitung Winnipeg Free Press berichtete im Oktober 1956 unter der Überschrift „In a Man's World“ über die weiblichen Angehörigen der Universität und zeigte auch Rommel auf einem Foto.
Aus familiären Gründen kehrte Rommel 1960 nach Deutschland zurück. Sie trat eine einjährige Stelle als wissenschaftliche Mitarbeiterin am damaligen Max-Planck-Institut für Pflanzengenetik in Rosenhof bei Ladenburg an und war im Rahmen eines Forschungsauftrages zur Rübenzüchtung tätig. Um überhaupt eine Stelle zu bekommen, musste sie dabei eine sehr schlechte Bezahlung akzeptieren.  Erst nach langer Stellensuche konnte sie nach Ende der befristeten Tätigkeit dann 1962 als wissenschaftliche Mitarbeiterin an das Züchtungsforschungsinstitut „Aula Dei“ des Consejo Superiore de Investigaciones Cientificas in Zaragoza, Spanien, wechseln.
1968 trat sie eine Dozentur für Pflanzenbau und Pflanzenzüchtung an der 1966 gegründeten Deutschen Ingenieurschule für Tropenlandwirtschaft in Witzenhausen an. Sie wurde als Lehrkraft und Oberregierungslandwirtschaftsrätin verbeamtet und baute die Fächer „Landwirtschaftliche Botanik“ einschließlich Genetik und „Pflanzenbau“ einschließlich Pflanzenzüchtung auf. Bei der Gründung der Gesamthochschule Kassel 1971 wurde die Ingenieurschule als Fachbereich Ausländische Landwirtschaft (später: Internationale Agrarwirtschaft) eingegliedert. Rommel firmierte nun als Hochschullehrer für Botanik, Genetik und speziellen Pflanzenbau.
1973 erhielt Rommel den Titel „Professorin an einer Fachhochschule in einer Gesamthochschule“, der später zu einer Professur mit Promotionsberechtiung aufgewertet wurde. Das „-in“ auf der Ernennungsurkunde war handschriftlich hinzugefügt worden. Sie war damit die erste Frau auf einer Professur am Fachbereich und betreute das Fachgebiet Pflanzenbau und Pflanzenzüchtung von Weltwirtschaftspflanzen, sowie das Tropengewächshaus. Für die Fachzeitschrift Der Tropenlandwirt war sie Herausgeberin mehrerer Sonder- und Tagungsbände. Sie war Mitglied in neun nationalen und internationalen Fach- und Berufsverbänden. Mehrere Studien- und Forschungsreisen führten sie nach Argentinien, Israel, Kalifornien, Kanada, Nigeria, Peru, Spanien, Südafrika und Westafrika.
Am 31. März 1985 emeritierte Rommel. Sie blieb dem Fachbereich verbunden und lebte bis zu ihrem Tod in Witzenhausen.

## Forschungs- und Tätigkeitsschwerpunkte
Schwerpunkt der Tätigkeiten von Rommel waren Pflanzenzüchtung und Pflanzengenetik. In ihrer Dissertation und anschließender Forschungstätigkeit beschäftigte sie sich mit der
Fertilität autotetraploider Gersten. Hier trug sie zur Aufklärung der Teilsterilität dieser Formen bei, indem sie die Beziehung zwischen Samenbildung, Sterilität und Aneuploidenfrequenz untersuchte. Sie forschte zur Kreuzbarkeit, Embryonenanzucht und Genomverdopplung von Mischungsformen und war an der Verbesserung der Methodik zur Colchicinierung und cytologschen Schnelluntersuchung von Getreide beteiligt.
Mit dem Antritt der Dozentur in Witzenhausen verschob sich ihr Tätigkeitsschwerpunkt von der Forschung zur Lehre. An der neugegründeten Ingenieurschule war sie mit dem Aufbau des Fachgebiets Pflanzenbau und Pflanzenzüchtung von Weltwirtschaftspflanzen betraut. Sie war auch an den hochschulpolitischen Entwicklungen und Veränderungen im Übergang von der Ingenieurschule zur Gesamthochschule und dem Aufbau des integrierten Diplomstudiengangs Agrarwirtschaft interessiert und beteiligt. Dies drückt sich auch in ihrem Engagement im Hochschulverband Witzenhausen aus.
Gemeinsam mit Carl Hoeppe entwickelte sie eine neue Konzeption für das Tropengewächshaus, dessen Ursprünge bis ins Jahr 1902 und zur Deutschen Kolonialschule für Landwirtschaft, Handel und Gewerbe zurückreichen. Von einem Schauhaus mit einer Mischung aus landwirtschaftlichen und dekorativen Tropenpflanzen, wurde es zu einem konsequent an landwirtschaftlichen Kriterien ausgerichteten Lehr- und Forschungshaus umgebaut. Dabei wurde die Pflanzensammlung bereinigt und eine wissenschaftliche Dokumentation aufgebaut. Dennoch war ihr ein Anliegen, das Haus auch für die Öffentlichkeit zugänglich zu halten und trotz des Vorrangs der Forschungsarbeit Zeiträume für Schüler- und Besuchergruppen zu öffnen.
Daneben war sie auch an der Geschichte der Forschung und Forschungsstätten interessiert. In Veröffentlichungen beschäftigte sie sich mit der Geschichte des Gewächshauses in Witzenhausen und anderen in Nordhessen. Eine Schrift gemeinsam mit Hulda Rautenberg zu kolonialen Frauenschulen beleuchtete insbesondere die Kolonial-Frauenschulen in Witzenhausen/Werra von 1908–1910 und in Bad Weilbach von 1911–1914 sowie die Koloniale Frauenschule Rendsburg von 1926–1945. Der Vorstand des Hochschulverband Witzenhausen würdigte dies im Nachruf auch als Impulse für die Aufarbeitung der Geschichte des Standort Witzenhausen in der Kolonialzeit.

## Auszeichnungen und Ehrungen
- Ehrenmitglied des Hochschulverbandes Witzenhausen[1]
- 1994: silberne Ehrennadel des Vereins für hessische Geschichte und Landeskunde 1834[9]

## Publikationen (Auswahl)
- Mechtild Rommel: Eine vereinfachte Methode der Embryokultur bei Getreide. In: Der Züchter. Band 28, Nr. 3, Januar 1958, ISSN 0514-0641, S. 149–151, doi:10.1007/BF00710113.

- Mechtild Rommel: Some Cytogenetic Properties of Autotetraploid Varieties of Sugar-Beet. In: Nature. Band 198, Nr. 4887, Juni 1963, ISSN 0028-0836, S. 1327–1328, doi:10.1038/1981327b0.

- Mechtild Rommel: A Self-fertile Polyhaploid Plant in an Autotetraploid Variety of Sugar Beet. In: Nature. Band 211, Nr. 5049, August 1966, ISSN 0028-0836, S. 648–649, doi:10.1038/211648A0.

- Christine Umlauf, Mechtild Rommel: Kulturpflanzenforschung zur Erhaltung der Pflanzengenetischen Ressourcen. In: Der Tropenlandwirt, Beiheft. Band 11. Gesamthochschule Kassel, 1978, ISSN 0173-4091 (scribd.com [abgerufen am 19. Februar 2024]).

- Mechtild Rommel, Carl Hoeppe: Orangerien und Palmenhäuser in Nordhessen. In: Verein für hessische Geschichte und Landeskunde 1834 e.V. (Hrsg.): Zeitschrift des Vereins für Hessische Geschichte und Landeskunde. Band 87, 1978, ISSN 0342-3107, S. 337–345 (vhghessen.de [PDF; abgerufen am 13. Juni 2023]).

- Mechtild Rommel, Hulda Rautenberg: Die kolonialen Frauenschulen von 1908–1945. In: Der Tropenlandwirt, Beiheft. Band 16. Gesamthochschule Kassel, 1983, ISSN 0173-4091, DNB 840411227.

- Mechtild Rommel: Das Gewächshaus für tropische Nutzpflanzen, der Garten für Sonderkulturen und Feldgehölzanlage des Fachbereiches Internationale Agrarwirtschaft der Gesamthochschule Kassel. In: Der Tropenlandwirt. Band 87, Nr. 2. Gesamthochschule Kassel, 1986, ISSN 0041-3186 (jarts.info [abgerufen am 19. Februar 2024]).